# Фюрт, Яро
Яро Фюрт (нем. Jaro Fürth; 21 апреля 1871 — 12 ноября 1945) — австрийский актер театра и кино.

## Биография
Фюрт родился в еврейском домохозяйстве в Праге. Сначала он изучал право, но затем решил начать свою актерскую карьеру. Занимался под опекой Александра Ромплера, прежде чем получил первые театральные роли в пьесах Генрика Ибсена в Скандинавии. В 1905 году он отправился в Вену, где он получил ангажемент в «Deutschen Volkstheater».
В конце 1910-х он отправляется в Берлин и начинает сниматься в немых фильмах. Под руководством Мурнау, он появился в таких фильмах, как: Голова Януса (1920) и Сатана (1920), после чего следуют роли в таких кинолентах, как Das Blut der Ahnen (Кровь предков) (1920) и Der Falsche Dimitry (1922). Вершиной его карьеры, называют роль советника Рамфорта в драме 1925 года Георга Вильгельма Пабста «Безрадостный переулок», с датской актрисой Астой Нильсен и шведской Гретой Гарбо.
Фюрт с легкостью переходит к эпохе звукового кино и становится заметным характерным актером в течение конца 1920-х и 1930-х годов, появившись в таких фильмах, как драма Георга Вильгельма Пабста Дневник потерянной девушки с американской актрисой Луизой Брукс и в экранизации оперетты «Летучая мышь» Иоганна Штрауса снятой в 1931 году Карелом Ламачем с чешской актрисой Анни Ондра.
Яро Фюрт покинул Германию после захвата власти национал-социалистами в 1933 году и переехал в Вену. После аншлюса в 1938, в котором Германия оккупировала и аннексировала Австрию, Фюрт сначала был вынужден попрощаться с актерской карьерой, а затем был депортирован нацистами в концентрационный лагерь Терезин в 1942 году. Он дожил до конца войны, но умер всего через несколько месяцев в Вене в возрасте 74 лет.